# Cleveland, Virginia
Cleveland är en ort i Russell County i delstaten Virginia, USA.